# John Sparks
John Sparks (Contea di Winston, 30 agosto 1843 – Carson City, 22 maggio 1908) è stato un politico statunitense.
Fu il decimo governatore del Nevada e fu soprannominato Honest John (John l'Onesto). Come il predecessore, Reinhold Sadler, Sparks era un allevatore e la sua entrata in politica è la prova del declino dell'industria mineraria e dell'ascesa di quella dell'allevamento in Nevada. Fu membro del partito Silver–Democratico.

## Biografia

### Gioventù
Sparks nacque il 30 agosto 1843 nella contea di Winston (Mississippi). La sua famiglia fu una di quelle note come "nuove famiglie terriere", specializzate nello sviluppo della terra alla frontiera e nella sua vendita con relativo trasloco con l'aumento della colonizzazione nella zona. La sua famiglia seguì la frontiera per tutto l'Arkansas, trasferendosi in Texas nel 1857 quando ormai erano diventati abbastanza ricchi. In Texas iniziarono ad allevare bestiame, e John divenne un bravo cowboy.

### Carriera da allevatore
Nel 1861 Sparks si unì ali Texas Rangers, probabilmente per evitare di venire arruolato nel Confederate States Army. La sua unità fu impegnata nella protezione dei coloni dai Comanche, e non combatté la guerra di secessione. Dopo la guerra Sparks si dedicò all'allevamento dei longhorn, prima per conto di John Meyers e poi assieme ai fratelli. Nel 1872 Sparks sposò Rachel Knight dalla quale ebbe due figlie, Maude e Rachel.
Nel 1873 Sparks acquistò una grossa mandria in Texas e la trasferì in Wyoming fondando u ranch nella valle del Chugwater nei pressi di Cheyenne. Vendette il ranch ed i 2100 capi di bestiame l'anno seguente ai fratelli Swan. In seguito Sparks fondò altri ranch lungo il North Platte, vendendoli rapidamente ed investendo il ricavato nel successivo ranch. Sparks investì anche in una banca di Georgetown (Texas), città natale della moglie, dove costruì anche una casa signorile. Nel 1879 la moglie morì e nel 1880 Sparks si risposò con la sorellastra di lei Nancy Elnora "Nora" Knight.
A quel tempo non c'erano terre libere ad est delle Montagne Rocciose, per cui Sparks buttò l'occhio ancora più ad ovest. Unendosi al texano John Tinnin, nel 1881 Sparks acquistò l'H-D Ranch nella valle del Thousand Springs a nord di Elko (Nevada). Nel 1883 Sparks-Tinnin acquistarono tutti i ranch di Jasper Harrell per 900 000 dollari. In quel periodo i ranch Harrell contenevano circa 30 000 capi di bestiame ed occupavano grandi aree di Nevada e Idaho. Poca di quella terra era di loro diritto esclusivo. Sparks-Tinnin ottennero piccole porzioni di terra attorno a fonti d'acqua, e negarono ad altri il loro utilizzo. Questo gli permise di controllare vaste aree di terra pubblica. Al loro culmine, si dice che Sparks-Tinnin abbiano controllato il 6% della terra del Nevada.
Nel 1885 Sparks si trasferì nel 6,64 km² del suo Alamo Ranch, situato nella zona di Steamboat Springs poco a sud di Reno. Qui mise insieme come passatempo una mandria di Hereford purosangue. Sparks divenne famoso alle aste di bestiame in ovest per il fatto che pagava somme ridicole per gli Hereford con pedigree. Acquistando animali da altri allevatori, piuttosto che allevandoli lui stesso, la mandria di Sparks fu ben presto imbattibile alle mostre di bestiame. La vendita fatta da Sparks di bestiame minore aiutò a rendere gli Hereford l'animale dominante in Nevada. Sparks allevò anche animali esotici quali bisonti e cervi ad Alamo Ranch.
L'operazione Sparks-Tinnin continuò a crescere per tutti gli anni 1880 finché, come tutti gli altri allevamenti occidentali, patì un crollo nel rigido inverno di 1889-1890. In questo inverno la temperatura raggiunse i −41 gradi ad Elko, e la terra fu coperta da molta neve da gennaio a marzo. Al tempo molti allevatori del Nevada tenevano i propri animali all'aria aperta per tutto l'anno, senza cibo supplementare per l'inverno. La perdita di bestiame fu catastrofica. Si dice che nella primavera del 1890 si potesse camminare per centinaia di chilometri lungo l'Humboldt tra le carcasse di animali, e che altri animali si siano incastrati contro i fiumi di Elko causando allagamenti. In seguito Sparks disse che della sua mandria di circa 45000 capi solo 15000 erano sopravvissuti. Disse anche che dei sopravvissuti, il 90% aveva la "faccia bianca tipica degli Hereford". Erano probabilmente i discendenti di mucche longhorn e di tori hereford. Dato che le compravendite del tempo barattavano un toro con venti mucche, fu molto più economico migliorare una mandria rimpiazzando i tori che creare una nuova mandria da zero. La maggiore sopravvivenza di hereford/longhorn fu ascritta alla migliore qualità degli hereford, anche se l'eterosi potrebbe aver giocato un ruolo importante.
Dopo l'inverno 1889-1890 Tinnin non fu più in grado di pagare le rate del mutuo a Jasper Harrell, e Harrell entrò in possesso di tutte le sue quote. La Sparks-Tinnin fu quindi rinominata in Sparks-Harrell. Tra le spese di Alamo Ranch, e le perdite nella speculazione mineraria, anche Sparks finì i ristrettezze economiche e vendette la propria metà a Jasper Harrell nel 1901.

### Carriera politica
Dopo una fallimentare candidatura per il Senato, Sparks fu eletto governatore del Nevada nel 1902, e rieletto nel 1906. Durante il suo mandato fu creata una commissione per la creazione di una ferrovia statale, fu organizzata la Nevada State Police, fu approvata una legge per la giornata lavorativa di otto ore per i minatori e fu fondato l'ufficio tecnico statale.
Nel 1904 la città di Herriman, Nevada, nella contea di Washoe, fu rinominata Sparks in onore del governatore.
Sparks morì durante il secondo mandato il 22 maggio 1908. Si dice che quando morì fosse in bancarotta, e l'Alamo Ranch fu venduto per ripagare i debiti contratti.

### Memoriale
L'Alamo Ranchhouse, parte dell'Alamo Ranch di Sparks, è oggi inserito nella lista dei National Register of Historic Places.